# Vaattunkivaara
Vaattunkivaara är en kulle i Finland. Den ligger i Rovaniemi i landskapet Lappland, i den norra delen av landet, 700 km norr om huvudstaden Helsingfors. Toppen på Vaattunkivaara är 195 meter över havet, eller 87 meter över den omgivande terrängen. Bredden vid basen är 2,0 km. Vaattunkivaara ligger vid sjön Vikajärvi.
Terrängen runt Vaattunkivaara är huvudsakligen platt. Runt Vaattunkivaara är det mycket glesbefolkat, med 2 invånare per kvadratkilometer.